# Уровень абстракции (программирование)
Уровень абстракции — один из способов сокрытия деталей реализации определенного набора функциональных возможностей. Применяется для управления сложностью проектируемой системы при декомпозиции, когда система представляется в виде иерархии уровней абстракции.

## Примеры
Примеры моделей программного обеспечения, использующих уровни абстракции, включают в себя семиуровневую модель OSI для протоколов передачи данных компьютерных сетей, библиотеку графических примитивов OpenGL, модель ввода-вывода на основе потоков байтов из Unix, применяемую в MS DOS, Linux и во многих других современных операционных системах.
В операционной системе Unix большинство типов операций ввода-вывода рассматриваются как потоки байтов, считываемые или записываемые на устройство. Эта модель потока байтов используется для ввода-вывода в файл, сокет и компьютерный терминал, чтобы обеспечить независимость от устройства ввода-вывода. Для чтения и записи в устройство на уровне приложения программа вызывает функцию открытия устройства, которое может соответствовать реальному устройству, например, терминалу или виртуальному устройству, например, сетевому порту или файлу в файловой системе. Физические характеристики устройства передаются операционной системе, которая, в свою очередь, предоставляет абстрактный интерфейс, позволяющий программисту считывать и записывать байты в устройство. Операционная система затем выполняет действия, необходимые для работы с конкретным устройством.
Большинство графических библиотек, например, OpenGL, предоставляют в качестве интерфейса абстрактную графическую модель. Библиотека отвечает за трансляцию команд программы в специальные команды устройства, необходимые для прорисовки графических элементов и объектов. Специальные команды для графопостроителя отличаются от команд для монитора, но графическая библиотека скрывает зависящие от устройства детали реализации, предоставляя абстрактный интерфейс, содержащий набор примитивов, общеупотребимых для рисования графических объектов.
В предметно-ориентированном проектировании крупномасштабная структура (предметной области) может использовать шаблон уровни ответственности (англ. responsibility layers). Например, модель предметной области может быть разделена на уровни (сверху вниз) «Поддержка принятия решений», «Операции» и «Производственные возможности», при котором сущности более высокого уровня опираются на сущности более низкого, но нижний уровень не зависит от верхнего.
Известный афоризм Дэвида Уилера гласит: Все проблемы в информатике можно решить на другом уровне окольным путём;
это часто неверно цитируется с заменой «окольного пути» на «абстракцию». Продолжение от Кевлина Хенни гласит «…за исключением проблем с большим уровнем косвенности.»

## Иерархия уровней
Часто уровни абстракции организуются в иерархию уровней абстракции. Сетевая модель OSI содержит семь уровней абстракции. Каждый уровень модели OSI ISO рассматривает отдельную часть требований по организации связи, сокращая таким образом сложность соответствующих инженерных решений.

## Дырявые абстракции
В идеале абстракция полностью защищает вышележащий уровень от деталей реализации нижележащего. Тем не менее, в более или менее сложных случаях добиться идеала почти невозможно, что и выразил Джоэл Спольски в виде закона дырявых абстракций:
Все нетривиальные абстракции дырявы.

## Архитектура компьютера
С точки зрения архитектуры компьютера система часто представляется моделью из пяти уровней абстракции: компьютерная техника (см. слой аппаратных абстракций), прошивка, язык ассемблера, ядро операционной системы и приложения.